# 케일럽 브래드엄
케일럽 브래드엄(Caleb Davis Bradham, 1867년 5월 27일~1934년 2월 19일)은 펩시 콜라의 발명가로 가장 잘 알려진 미국의 약사였다.
그는 코카콜라가 발명되었을 즈음, 훨씬 더 소화를 쉽게 하기 위해 유사 상품으로 '브래드의 음료수'를 시판하였고, 이것은 이후 펩시로 개명되어 오늘날에 이른다. 하지만 제1차 세계 대전을 겪으며 설탕 선물거래로 엄청난 손해를 보고 결국 펩시 콜라 컴퍼니를 제3자에 매각하게 된다.